# Duje Živković
Duje Živković (Split, 19. prosinca 1990.), hrvatski vaterpolist koji igra na poziciji desnog krila. Karijeru je započeo u splitskom POŠK-u, a danas igra za zagrebačku Mladost. Visok je 187 cm i težak 88 kg. Deset mjeseci borio se s bolešću (tumorom). Imao je dvije operacije, ali je nakon toga nastavio vaterpolsku karijeru. U Jadranskoj vaterpolskoj ligi 2011./12. postigao je 3 pogotka, a 2012./13. 37. 2011./12. postigao je i 3 pogotka u Euroligi i 2 u hrvatskom prvenstvu. U sezoni 2012./13. bio je strijelac 4 pogotka u hrvatskom prvenstvu i 4 u hrvatskom kupu. Za reprezentaciju je igrao u utakmici kvalifikacija Svjetske lige 2013. protiv Turske (20:1) u kojoj je postigao 2 pogotka. Bio je na širem popisu izbornika Tucka za MI i SP 2013., ali nije odabran u konačan sastav.